# Edelfäule

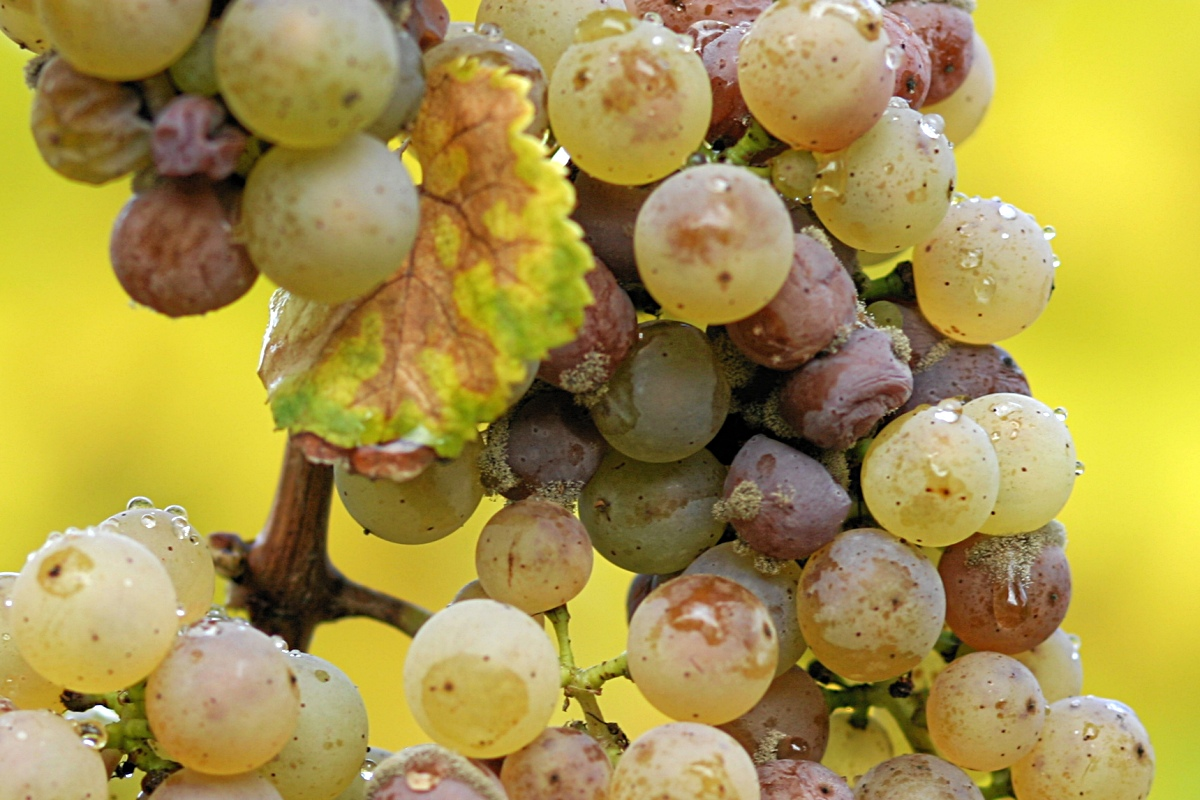
Botrytis cinerea als Edelfäule auf Rieslingbeeren

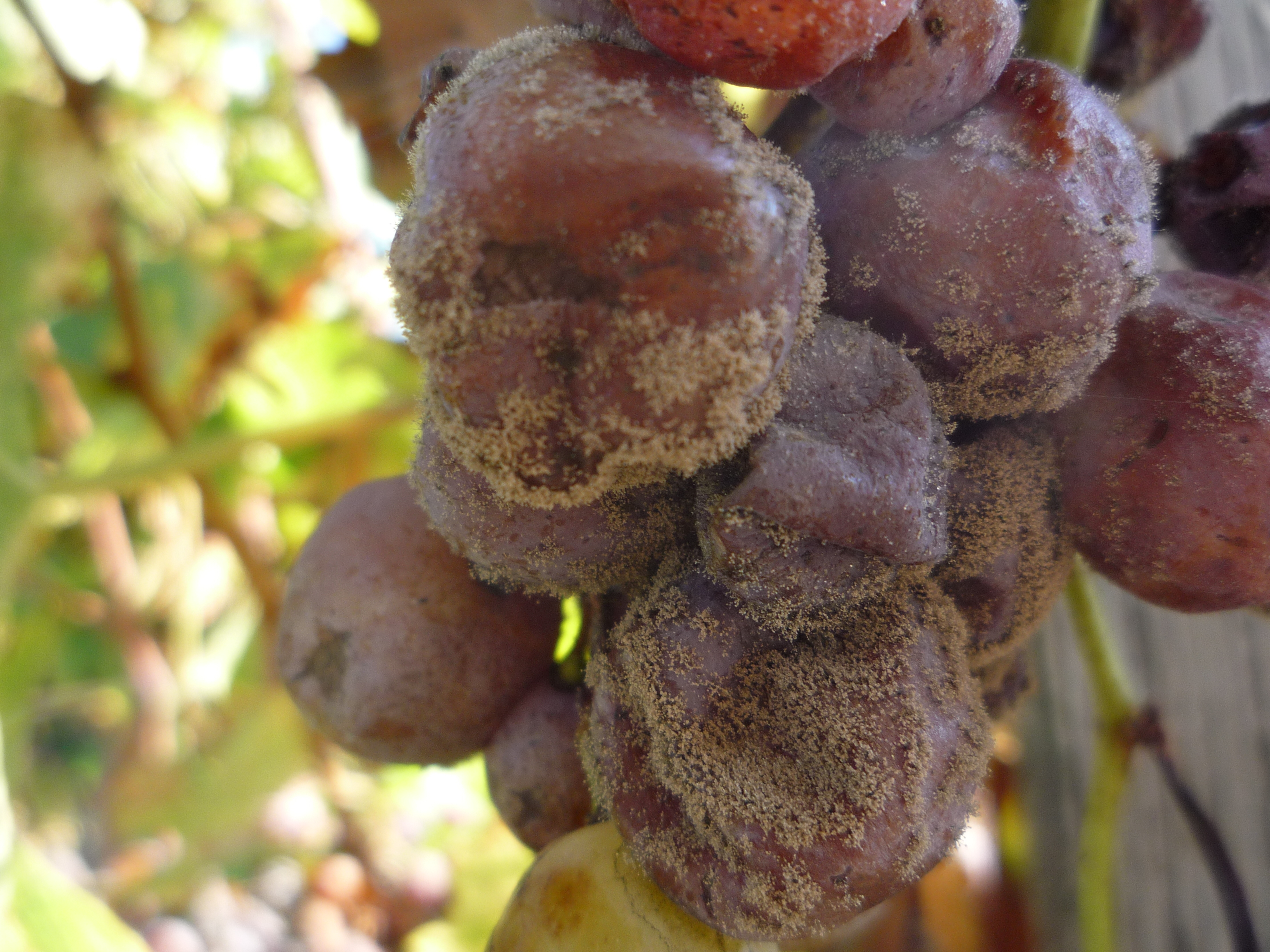
Sémillon Traube mit fortschreitender Botrytis aus dem Weinbaugebiet Sauternes

Edelfäule (auch Edelreife) nennt man das Auftreten des Schimmelpilzes Botrytis cinerea, auch Grauschimmel genannt, auf den reifen Beeren der Weintraube.
Edelfäule bildet sich auf reifen Trauben ab etwa 80 Grad Oechsle bzw. 12,5 KMW bei warmem Herbstwetter aus. Die nötige Feuchtigkeit zum Wachsen der Edelfäule liefern dann meist Frühnebel, während die Tage noch warm genug sein müssen, um das Trocknen der Beeren zu fördern. Nur wenige Weinbaugegenden zeichnen sich durch ein derartiges Klima aus.
Der Schimmelpilz perforiert mit seinen Enzymen die Weinbeeren, indem die Zellwände der Beerenhaut abgebaut werden. Infolgedessen tritt bei trockenem Wetter aus den Beeren Feuchtigkeit aus und verdunstet. Dabei steigt die Konzentration der Inhaltsstoffe im Saft der Beere, die Saftmenge wird reduziert. Zugleich verändert der Pilz die Zusammensetzung der Beere. Der Pilz verstoffwechselt Zucker, Säuren und Stickstoff. Relativ verbraucht er aber weit mehr Säure als Zucker und gibt dabei Stoffwechselprodukte wie Glycerin an die Beere ab. Diese mikrobiologischen Prozesse verändern auch die Farbe und Aromen des Saftes. Das führt beispielsweise zum typischen honigartigen Edelfäulebukett bzw. Botrytiston.
Durch die Konzentration kann in extremen Fällen der Zuckergehalt der Trauben bis auf 45 % ansteigen. Das hat höchste Mostgewichte zur Folge. Diese Beeren können zu hochwertigen Mosten für Auslesen, Beerenauslesen oder Trockenbeerenauslesen weiterveredelt werden. Der mit der Konzentration einhergehende Mengenverlust kann durch Qualitätszuwachs ausgeglichen werden.
Die aus diesen Mosten erzeugten Weine sind meist süßer, weil der Zucker aufgrund seiner hohen Konzentration von den Hefen bei der alkoholischen Gärung nur noch teilweise abgebaut werden kann. Weitere besondere Merkmale dieser Weine sind ihre extrem lange Haltbarkeit und der Botrytis-Ton.
Hoher Botrytisbefall bei trockenen Weißweinen wirkt sich qualitätsmindernd aus und führt zum frühzeitigen Vergreisen, einem bitteren Geschmack und abstoßendem Geruch.
Bei Rotweinen wird bei Botrytis-Befall das Enzym Laccase in die Trauben abgegeben. Die Laccase ist wiederum nach dem Pressen im Most bzw. Wein vorhanden und immer noch aktiv. Selbst mit hohen SO2-Zusätzen über 100 mg/l freier SO2 wird die Laccase nicht gehemmt bzw. inaktiviert. Sie spaltet die Struktur der farbgebenden Anthocyane auf, was sich im Rotwein negativ bemerkbar macht, weil die Farbe dann vom Roten bis ins Orange-Bräunliche tendiert.
Das Aroma wird in Richtung des oben genannten Botrytistons verschoben und wird mit der Lagerung ausgeprägter. In Österreich und Deutschland wird dazu oft Riesling und Traminer verwendet.
Befällt Botrytis cinerea jedoch Trauben, die noch nicht voll ausgereift sind, so entsteht bei nasser Witterung die gefürchtete Rohfäule, auch Sauerfäule genannt.
Folgende Weinbaugegenden sind für herausragende edelsüße Weine bekannt:
- Frankreich: Sauternes (überwiegend aus Sémillon), Anjou (aus Chenin Blanc) sowie Monbazillac, (überwiegend aus Sémillon).
- Deutschland: Mosel (hier besonders der Bereich Saar um Wiltingen), Rheingau
- Schweiz: Wallis (aus Petite Arvine)
- Österreich: Neusiedlersee
- Slowakei/Ungarn: Tokajer
- Rumänien: Cotnari (aus Fetească Albă)